# Úštěk-Vnitřní Město
Úštěk-Vnitřní Město je část města Úštěk v okrese Litoměřice. V roce 2009 zde bylo evidováno 222 adres. V roce 2011 zde trvale žilo 340 obyvatel.
Úštěk-Vnitřní Město leží v katastrálním území Úštěk o výměře 6,49 km2.

## Historie
Nejstarší písemná zmínka pochází z roku 1218.

## Obyvatelstvo
| | 1869  | 1880  | 1890  | 1900 | 1910 | 1921  | 1930 | 1950  | 1961  | 1970  | 1980 | 1991 | 2001 | 2011 |
| --- | ----- | ----- | ----- | ---- | ---- | ----- | ---- | ----- | ----- | ----- | ---- | ---- | ---- | ---- |
| Obyvatelé | 2 357 | 2 502 | 2 695 | 988  | 902  | 2 118 | 736  | 1 315 | 1 675 | 1 560 | 454  | 382  | 392  | 340  |
| Domy | 350   | 359   | 378   | 116  | 114  | 113   | 113  | 364   | 373   | 303   | 68   | 72   | 87   | 81   |
| Tabulka zahrnuje údaje části Zelená Ves, v letech 1869–1890, obyvatelé v roce 1921 a v letech 1950–1970 též části Úštěk-České Předměstí, Úštěk-Českolipské Předměstí a počet domů z roku 1961 zahrnuje domy místních částí Lhota a Lukov. |       |       |       |      |      |       |      |       |       |       |      |      |      |      |